# العين (المحويت)

تعديل مصدري - تعديل

العين هي إحدى قرى عزلة الأحجول بمديرية المحويت التابعة لمحافظة المحويت، بلغ تعداد سكانها 460 نسمة حسب تعداد اليمن لعام 2004.